# Tapume de vinil

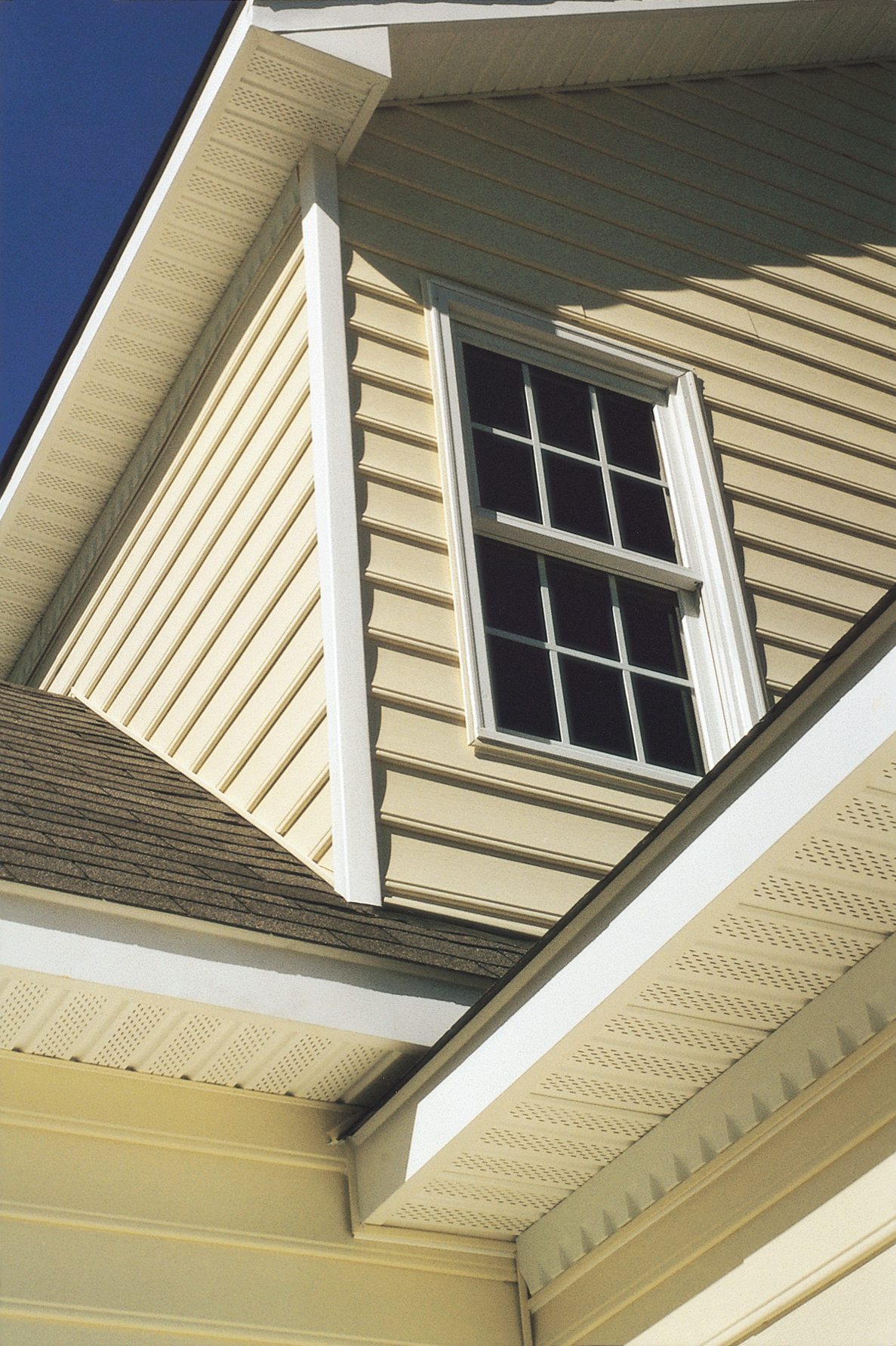
Casa com paredes revestidas com tapume de vinil.

Tapume de vinil é um revestimento exterior de plástico para casas e prédios utilizado para decoração e impermeabilização podendo imitar ripa de madeira, tábua e sarrafo, e usado no lugar de outros materiais, como revestimento de alumínio ou fibrocimento. É um produto fabricado principalmente a partir de resina de policloreto de vinila (PVC).
Aproximadamente 80% de seu peso é resina de PVC, com os 20% restantes sendo ingredientes que conferem cor, opacidade, brilho, resistência ao impacto, flexibilidade e durabilidade. É o revestimento externo mais utilizado para construção residencial nos Estados Unidos e no Canadá. Foi introduzido no mercado no final da década de 1950 como um substituto para o tapume de alumínio.